# Eilema xantholeuca
Eilema xantholeuca är en fjärilsart som beskrevs av De Toulgoët 1953. Eilema xantholeuca ingår i släktet Eilema och familjen björnspinnare. Inga underarter finns listade i Catalogue of Life.